# LV 241

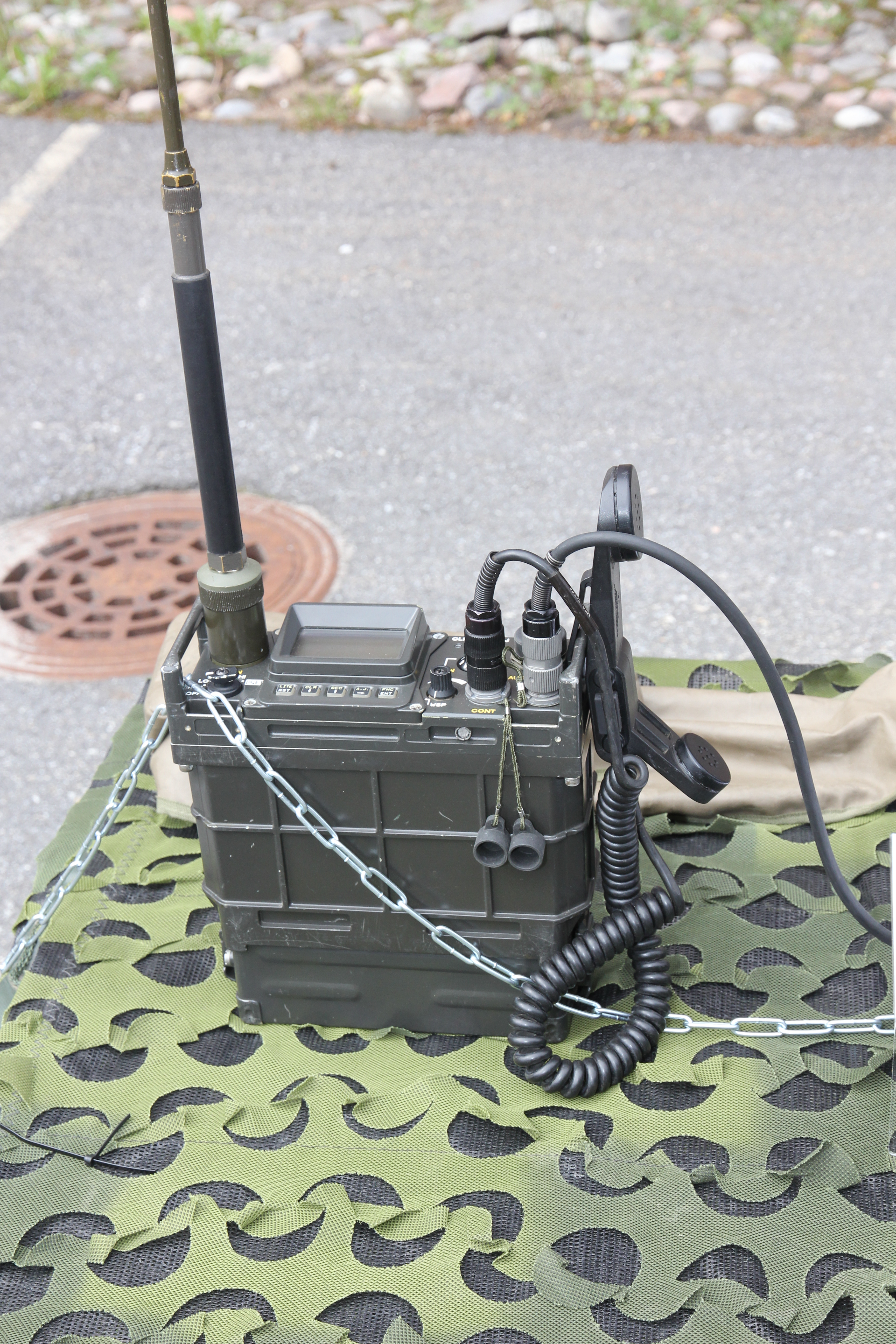
Фото радио LV 241

LV 241 — цифровая батальонная радиостанция со скачкообразной перестройкой частоты, используемая Силами обороны Финляндии. В качестве источника питания используется перезаряжаемая никель-кадмиевая батарея. Радиостанция функционирует в диапазоне частот от 30 до 107,975 МГц как в незашифрованном, так и в зашифрованном режимах.
В незашифрованном режиме LV 241 совместима с другими УКВ-радиостанциями, такими как LV 217 и LV 217M, и работает в аналоговом формате. При включении зашифрованного режима с прыгающей частотой приём и передача речи или данных возможны только с другой радиостанцией, настроенной на ту же частоту и параметры. Передающая мощность составляет либо 0,25 Вт, либо 5 Вт. Производителем устройства является израильская компания Elbit Systems. В международной номенклатуре изделие известно под торговым названием Tadiran CNR-900 (семейство радиостанций).
В июне 2020 года Силы обороны Финляндии сообщили о намерении закупить в 2021–2022 годах 3 000 планшетных устройств на базе операционной системы Android, которые должны были подключаться по беспроводной связи к маршрутизатору и передавать данные в радиостанцию LV 241 по кабельному соединению.

## Батальонная радиостанция
Батальонная радиостанция — это полевое радио, предназначенное для использования в месте дислокации батальона. Зону действия в плотной группировке по направлению силы радио можно примерно оценить  в 2-3 км × 2-3 км. Таким образом, в качестве батальонной радиостанции подойдёт радиостанция с вероятной достаточно надёжной дальностью, например, 6-8 км.